# Château de Bonneville (Haute-Loire)
Pour les articles homonymes, voir château de Bonneville.
Le château de Bonneville  est un édifice situé à Saint-Pierre-Eynac, en France.

## Localisation
Le château est situé sur le territoire de la commune de Saint-Pierre-Eynac, dans le département  de la Haute-Loire, en région Auvergne-Rhône-Alpes.

## Description
Une inscription en langue mi-romane mi-languedocienne mentionne la construction du château en l'an 1326. Des éléments d'arcatures gothiques existent encore au pied du château qui dut être fortement remanié aux XVIe et XVIIe siècles. L'aile ouest a été ajoutée au XVIIIe siècle. Deux tours subsistent du manoir primitif qui, à l'origine, dut être limité au corps central dont l'escalier à vis éclairé par deux oculi limitait l'importance. Le grand salon, aménagé sous Louis XIV, conserve trumeau et plafond. Des cuirs de Cordoue le tendent entièrement, avec décor d'oiseaux et rinceaux. La chambre au-dessus du salon porte un décor de toiles peintes du XVIIIe siècle avec plafond à la française.

## Historique
Le château est inscrit et classé partiellement au titre des monuments historiques par arrêté du 22 mars 1973.

## Protection
Éléments protégés : les façades et toitures : inscription par arrêté du 22 mars 1973 ; salle ornée de cuirs de Cordoue au rez-de-chaussée, chambre décorée de toiles peintes au premier étage : classement par arrêté du 22 mars 1973.